# Garbage
A Garbage amerikai alternatív rockzenekar, amely a Wisconsin-beli Madisonban alakult, 1994-ben. Az együttest a skót származású Shirley Manson énekesnő és három amerikai zenésztársa, Duke Erikson, Steve Marker és Butch Vig alkotja. Mind a négy tag részt vesz a szerzői és produceri munkákban is. A zenekar 1995-1996-ban több nagy sikerű számmal robbant be a nemzetközi zenei piacra, ilyenek voltak a Stupid Girl vagy az Only Happy When It Rains című számaik. Debütáló albumuk, amely a Garbage címet viselte, több mint négymillió példányban kelt el, s ezzel dupla platinalemez lett az Egyesült Királyságban, az Egyesült Államokban és Ausztráliában. Következő, Version 2.0 című lemezük 1998-ban jelent meg, s a következő évben két Grammy-kategóriára is jelölték. 2003-ban a zenekar feloszlott, de 2005-re újjáalakultak, hogy kiadják akkor már negyedik lemezüket.

## Története

### Az alakulás és a korai évek (1993–1994)
A Garbage három férfi tagja már körülbelül egy évtizeddel az együttes alapítása előtt ismerték egymást, Duke és Butch több zenekarban játszott együtt, Steve Marker pedig mint hangmérnök került velük kapcsolatba. A közös zenekarok egyike 1993-ban feloszlott, s a három fiú ekkor állt össze, akkor még azért, hogy remixeket készítsenek U2-, Depeche Mode- és Nine Inch Nails-számokból. Ezt követően döntöttek egy együttes alakítása mellett, a névválasztást [garbage = szemét] állítólag egy, az ekkori munkáik egyikéről alkotott kritika szülte. A trió tagjainak sorában hamar felmerült az igény egy énekesnő iránt, akit végül az Angelfish együttes énekesnőjének személyében találtak meg. Első nagyobb közös sikerük a Vow című szám volt.

### Garbage(1995–1997)
Az 1995-ben kiadott Garbage album a megjelenést követően a 193. helyen debütált a Billboard 200-as listáján, a rajta szereplő számok közül több kislemez formájában is megjelent, s az újonc együttes belevághatott első nemzetközi turnéjába. Az album világszerte legismertebb száma a Milk lett, ami egyben az együttes második olyan száma volt, amely felkerült az Egyesült Királyság heti Top 10-es listájára.

### Version 2.0(1997-2000)
1997 márciusában a Garbage Washington államba költözött, a második lemezükre szánt dalok megírása idejére, de rövidesen azt vették észre, hogy erős nyomás nehezedik rájuk, hogy az első lemezükhöz hasonló sikert érjenek el. Az új album, amely a Version 2.0 címet kapta, 1998 februárjában jelent meg, és már májusban első helyen debütált a brit slágerlistákon, illetve 13. helyen a Billboard 200-as listáján. Ezzel a lemezzel 1998. májusától egészen 1999 végéig turnézott az együttes, közben az album több száma önmagában is sikeres pályát futott be. A lemez 1999 elején két Grammy-jelölést is kapott, az év legjobb albuma és az év legjobb rocklemeze kategóriában.

### Beautiful Garbage(2001–2002)
Az együttes következő lemeze némileg viharos körülmények között, a Universal kiadóval folytatott viták közepette született meg, és három héttel a 2001. szeptember 11-ei terrortámadások után került piacra. Az album fogadtatása vegyes volt a kritikusok és a rajongók részéről is, ennek ellenére első helyen debütált az elektronikus albumok Billboard toplistáján, és vezette az ausztráliai slágerlistákat is.

### Bleed Like Me(2003-2005)
2003-ra az együttesben a válság határára került. Shirley Mansonon hangszálműtétet hajtottak végre, ami miatt több hónapot ki kellett hagynia, de a csapaton belül amúgy is a széthullás jelei kezdtek mutatkozni. Több számukkal ebben az időszakban is különféle sikereket arattak, de 2005 végén, ausztráliai turnéjukat követően mégis bejelentették, hogy határozatlan időre felfüggesztik tevékenységüket.

### Absolute Garbage(2007-2008)
Az együttes 18 hónap szünet után, 2007. január 31-én állt össze ismét, egy jótékonysági show kedvéért, amit Vig egy nyelőcsőrákban szenvedő zenésztársuk, Wally Ingram operációjának finanszírozása céljából szervezett. Az ezt megelőző időszakban már több dalötletet megosztottak egymással az interneten, ezért a show után úgy határoztak, hogy stúdióba vonulnak, megvalósítani ezeket az elképzeléseiket. Február-március folyamán lázas munkába fogtak, aminek eredményeként júliusra megjelent az Absolute Garbage című album, benne több extrával.

## Diszkográfia
Stúdióalbumok
- Garbage (1995)
- Version 2.0 (1998)
- Beautiful Garbage (2001)
- Bleed Like Me (2005)
- Not Your Kind of People (2012)
- Strange Little Birds (2016)
- No Gods No Masters (2021)
- Let All That We Imagine Be the Light (2025)

## Tagok
Jelenlegi tagok
- Shirley Manson – ének, gitár
- Steve Marker – gitár, billentyűk
- Duke Erikson – gitár, basszusgitár
- Butch Vig – ütők

Korábbi tagok
- Daniel Shulman – basszusgitár
- Eric Avery – basszusgitár
- Matt Chamberlain – ütők
- Matt Walker – ütők